# Uniwersytet w Calgary
Uniwersytet w Calgary (ang. University of Calgary, znany także jako U of C lub UCalgary) – publiczny uniwersytet w kanadyjskim mieście Calgary, w prowincji Alberta. Uczy się na nim około 30 tysięcy studentów. Zaczął swoją działalność w 1944 jako filia Uniwersytetu Alberty, który został założony w 1908. W 1966 stał się oddzielnym, autonomicznym uniwersytetem. Składa się z 14 wydziałów oraz ponad 85 instytutów i ośrodków badawczych. Główny kampus znajduje się w północno-zachodniej części miasta w pobliżu rzeki Bow. Mieści się w nim większość obiektów badawczych i obejmuje około 200 hektarów. Poza tym uniwersytet posiada jeszcze trzy mniejsze kampusy: Foothills Campus (z wydziałem medycznym), Qatar Campus (z wydziałem pielęgniarskim) oraz Spy Hill Campus (z wydziałem weterynaryjnym). 
Jako członek G-13 uniwersytet jest jednym z najlepszych kanadyjskich uniwersytetów badawczych. Jego przychody z badań wynoszą rocznie 380,4 mln USD, a całkowite przychody przekraczają 1,2 mln USD. Uczelnia utrzymuje bliskie powiązania z przemysłem naftowym i geonauki. Uczelnia utrzymuje również kilka innych wydziałów, w tym Cumming School of Medicine, University of Calgary Faculty of Arts, University of Calgary Faculty of Law i Haskayne School of Business.

## Szkolnictwo
Uczelnia oferuje 250 programów w zakresie nauki policealnej, przyznających stopnie: licencjackie, magisterskie i doktoranckie. Uniwersytet opracował szeroką gamę programów studiów licencjackich i magisterskich
Uniwersytet jest akredytowany na mocy Ustawy o kształceniu policealnym i jest uważany za „wszechstronny uniwersytet akademicki i badawczy” [z ang. "comprehensive academic and research university" (CARU)]. 

## Rezydencje i domy studenckie
Uniwersytet oferuje szeroki wybór domów studenckich na kampusie, ponieważ znaczna część studentów i doktorantów mieszka na terenie kampusu. Każdego roku akademickiego mieszka około 2500 do 3000 studentów i wykładowców.
- Rundle Hall i Kananaskis Hall – zbudowane we wczesnych latach 60. XX wieku, kiedy uniwersytet przeniósł się na aktualny kampus. Obecnie zamieszkują go studenci pierwszego roku studiów licencjackich.
- Glacier Hall i Olympus Hall – zbudowane przed Zimową Olimpiadą w 1988, jako Wioska Olimpijska[11][12]. Zbudowane w tamtym okresie Norquay, Brewster i Castle Halls  zostały rozebrane.
- Yamnuska Hall – otwarte w 2011 dla studentów drugiego roku. Mieszkania z dwoma i trzema sypialniami zostały zaprojektowane w taki sposób, aby każdy ze studentów miał swój prywatny pokój. W tym budynku znajduje się także Starbucks, Domino's Pizza i Subway[13].
- Aurora Hall – otwarty w 2015.
- Crowsnest Hall – otwarty w 2015.
- Varsity Courts – kamienice zaprojektowane na potrzeby domów rodzinnych.
- Hotel Alma – hotel uniwersytecki z 96 pokojami i udogodnieniami dla gości.